# 傑爾若紐夫

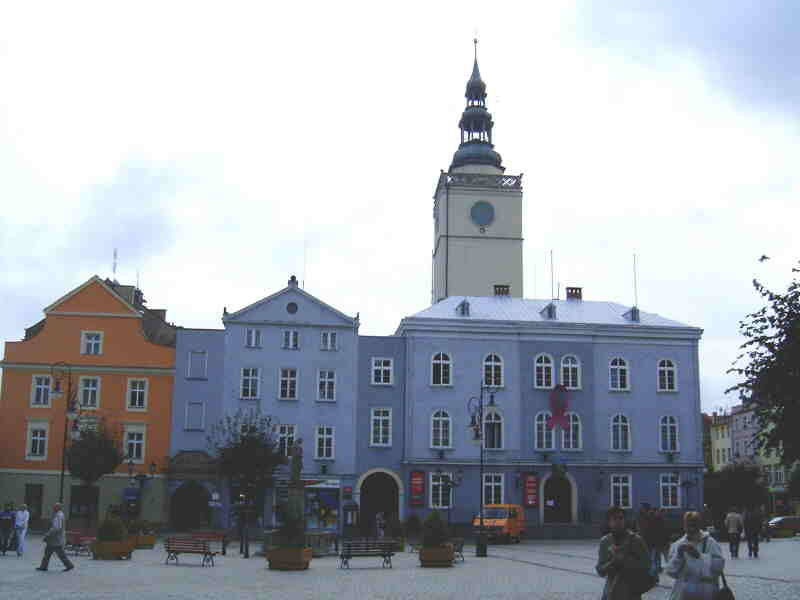
傑爾若紐夫市政廳

傑爾若紐夫（波蘭語：Dzierżoniów）是波蘭下西里西亞省的城鎮，距離瓦烏布日赫25公里，始建於十二世紀。面積20.07平方公里，海拔高度261米，2024年人口30,614。

## 外部連結
- Municipal website
- Jewish Community in Dzierżoniów （页面存档备份，存于） on Virtual Shtetl

50°43′41″N 16°39′4″E / 50.72806°N 16.65111°E